# Agalmyla triflora
Agalmyla triflora är en tvåhjärtbladig växtart som först beskrevs av Theodoric Valeton, och fick sitt nu gällande namn av Brian Laurence Burtt. Agalmyla triflora ingår i släktet Agalmyla och familjen Gesneriaceae. Inga underarter finns listade i Catalogue of Life.